# Viktor Rembold (Politiker)

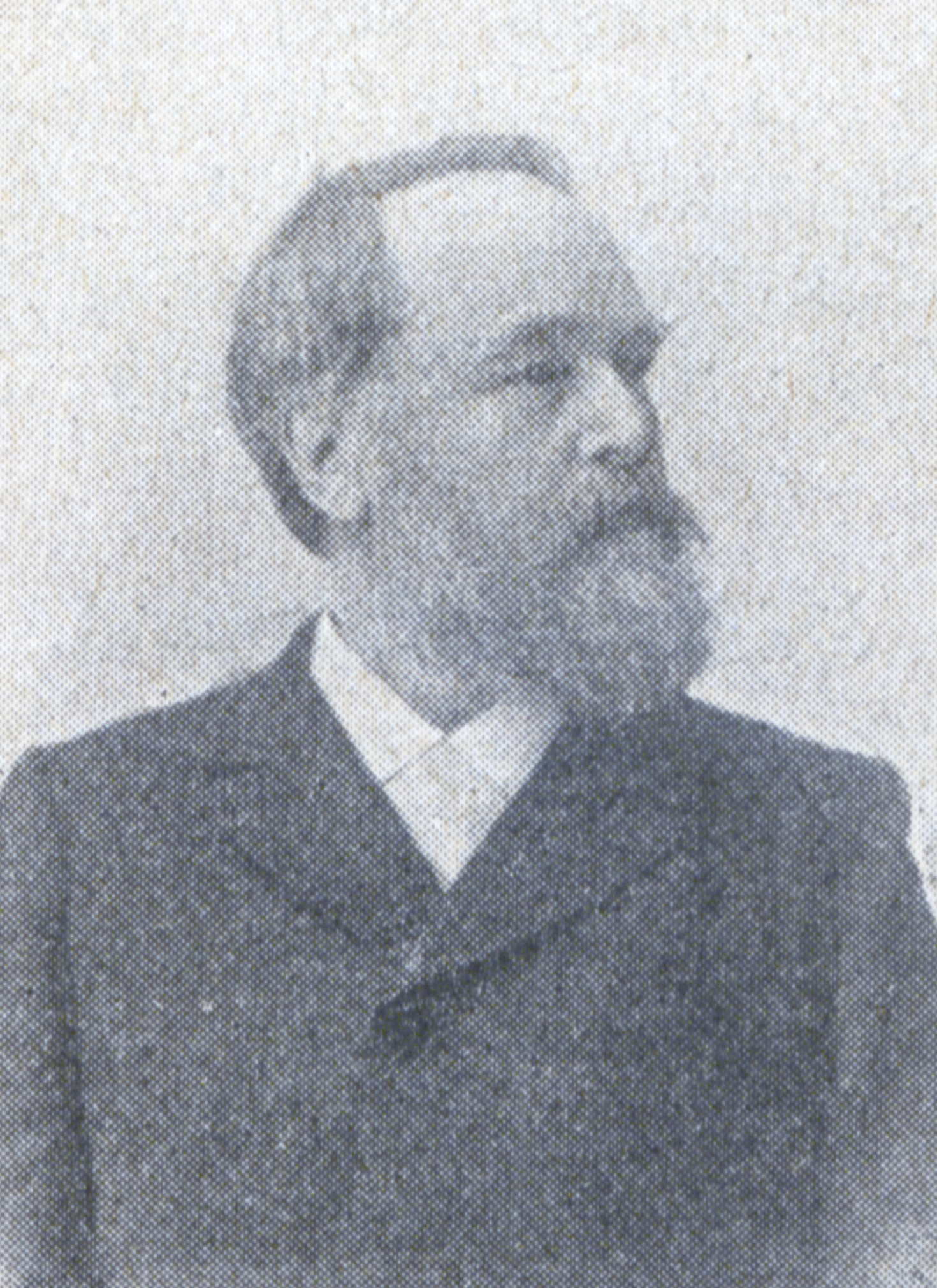
Viktor Rembold, um 1895

Robert Viktor Rembold (* 30. Juni 1846 in Leutkirch; † 12. April 1916 in Schwäbisch Hall) war ein deutscher Politiker (Zentrum) und Rechtsanwalt. 

## Leben und Beruf
Rembold besuchte zwischen 1852 und 1858 die katholische Volks-, Real- und Lateinschule in Leutkirch und danach von 1858 bis 1863 das Gymnasium in Ulm. Von 1864 bis 1867 studierte er Rechts- und Staatswissenschaften in Tübingen und München. Er legte 1867 die erste und 1868 die zweite juristische Staatsprüfung ab. Danach war er von 1869 bis 1872 Justizassessor in Wangen und Öhringen. Er war von 1872 bis 1880 Rechtsanwalt in Öhringen und anschließend in Hall. Seit 1880 war er Vorstandsmitglied der württembergischen Anwaltskammer.

## Politische Betätigung
Rembold war seit 1894 Mitglied des Zentrums. Er war von 1895 bis 1916 Abgeordneter des Wahlkreises Aalen in der Zweiten Kammer des württembergischen Landtags. Dort war er von 1901 bis 1916 Mitglied im Fraktionsvorstand des Zentrums.

## Persönliches
Viktor Rembolds Vater Franz Xaver Rembold  (* 1813; † 1902) war Rechtsanwalt in Leutkirch und mit Maria Victoria Rembold, geborene Bauer (* 1824; † 1883) verheiratet. Aus dieser Ehe stammten fünf Kinder, darunter neben Viktor dessen Brüder Alfred und Sigmund. Alfred Rembold (* 1844; † 1922) war ebenfalls Rechtsanwalt und Parlamentarier. Sigmund Rembold (* 1855; † 1928) ist als Gründer und Leiter des Marienhospitals in Stuttgart bekannt geworden.
Mit seiner Ehefrau Lina, geborene Rößle, hatte er mehrere Kinder, darunter den Ingenieur Viktor Rembold (* 1884; † 1970).
Rembold war katholisch.